# Arhivsko gradivo
Arhivsko gradivo su zapisi ili dokumenti koji su nastali djelovanjem pravnih ili fizičkih osoba u obavljanju njihove djelatnosti. Arhivsko gradivo nastaje odabiranjem iz registraturnoga gradiva.

## Registraturno gradivo
Registraturno gradivo je cjelina zapisa ili dokumenata nastalih ili primljenih djelovanjem i radom pojedine pravne ili fizičke osobe. Registraturno gradivo smatra se arhivskim gradivom u nastajanju, te se glede njegove zaštite primjenjuju odredbe istih zakona i propisa kao i za arhivsko gradivo.

## Zapisi i dokumenti
Zapisi ili dokumenti su spisi, isprave, pomoćne uredske i poslovne knjige, kartoteke, karte, nacrti, crteži, plakati, tiskovnice, fotografije, pokretne slike (filmovi i videozapisi), zvučni zapisi, mikrooblici, strojnočitljivi zapisi, datoteke, uključujući i programe i pomagala za njihovo korištenje.
Da bi se smatrali arhivskim gradivom, zapisi i dokumenti moraju biti od trajnog značenja za kulturu, povijest i druge znanosti, bez obzira na mjesto i vrijeme njihova nastanka, neovisno o obliku i tvarnom nosaču na kojem su sačuvani.
Arhivistika strogo odvaja pojmove zapis i dokument.

## Arhiv
Arhiv je ustanova za čuvanje, zaštitu, obradu i korištenje arhivskoga gradiva, a može biti javna i privatna.

## Vanjske poveznice
Zakon o arhivskom gradivu i arhivima